# Jörn Lenz

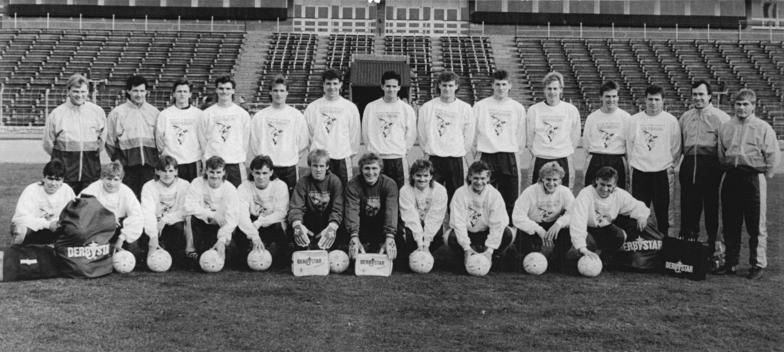
Jörn Lenz (hintere Reihe, Sechster von links) mit BFC Dynamo (1990)

Jörn Lenz (* 12. April 1969 in Rostock-Warnemünde) ist ein ehemaliger deutscher Fußballspieler.

## Biografie
Lenz stammt aus dem Nachwuchsbereich der BSG Schiffahrt/Hafen Rostock. Mit der Aufnahme in die KJS 1981 wurde Lenz vom FC Hansa Rostock übernommen. 1985 wechselte Lenz zum BFC Dynamo, bei welchem er Ende der achtziger Jahre zu ersten Einsätzen in der DDR-Oberliga kam. 1989 absolvierte Lenz beim DDR-Rekordmeister noch zwei Spiele im Europapokal der Pokalsieger, nach Siegen gegen Valur Reykjavík kam bereits in der zweiten Runde das Aus gegen den AS Monaco.
Nach dem Scheitern des BFC in der Relegation für die 2. Fußball-Bundesliga wechselte der Abwehrspieler im Jahr 1992 zum Lokalrivalen Tennis Borussia Berlin. Bereits 1994 stieg er mit TeBe aus der zweiten Liga ab, blieb dem Verein aber bis 1997 treu. Im Anschluss heuerte Lenz bei Energie Cottbus noch einmal in der zweithöchsten Spielklasse an, kam bei den Lausitzern aber nur sporadisch zum Einsatz. Folge war die Rückkehr zum FC Berlin, bei dem Lenz bis 2001 unter Vertrag stand. 2001 wechselte Jörn Lenz in die NOFV-Oberliga zum VfB Leipzig, den er 2003 kurz vor der Insolvenz des Vereines wieder verließ. Erneut wechselte Lenz zum BFC Dynamo zurück.
Lenz spielte für den BFC Dynamo bzw. den FC Berlin in vier verschiedenen Spielklassen: DDR-Oberliga, Fußball-Regionalliga Nordost, NOFV-Oberliga (Staffel Nord) und Verbandsliga Berlin.
In der Spielzeit 2006/07 agierte Lenz mit Nico Thomaschewski bei den Berlinern als Interims-Trainer, wurde aber im März 2007 durch Volkan Uluc ersetzt. Auch in der Saison 2007/08 gehörte Lenz zum Spielerkader des BFC Dynamo. Mit der Saison 2008/09 wurde Jörn Lenz Team-Manager.

## Statistik
- DDR-Oberliga: 31 Spiele (ein Tor)
- 2. Bundesliga: 14 Spiele (kein Tor)
- Europapokal der Pokalsieger: 2 Spiele (ein Tor)

## Vereine
- BSG Schiffahrt/Hafen Rostock (1975–1981)
- FC Hansa Rostock (1981–1985)
- BFC Dynamo/FC Berlin (1985–1992)
- Tennis Borussia Berlin (1992–1994)
- FC Berlin (1994)
- Tennis Borussia Berlin (1994–1997)
- Energie Cottbus (1997–1998)
- FC Berlin/BFC Dynamo (1998–2001)
- VfB Leipzig (2001–2003)
- BFC Dynamo (seit 2003)